# Coelorinchus trachycarus
Coelorinchus trachycarus is een straalvinnige vissensoort uit de familie van rattenstaarten (Macrouridae). De wetenschappelijke naam van de soort is voor het eerst geldig gepubliceerd in 1999 door Iwamoto, McMillan & Shcherbachev.